# Andrée Dupeyron
Andrée Dupeyron, nascida Mailho (Ivry-sur-Seine, 10 de dezembro de 1902 – Mont-de-Marsan, 22 de julho de 1988) foi uma aviadora francesa, duas vezes recordista mundial (1938 e 1949) em voo de distância, com um voo directo sem escala com 4 360 km e 5 942 km, respectivamente.

## Biografia
Filha de um operário de Ivry-sur-Seine, aos 16 anos conheceu seu futuro marido, o mecânico Gustave Dupeyron, natural de Gers. Apaixonado por mecânica, o casal rapidamente se interessou por aviões. Andrée obtém a licença de piloto turístico e, em seguida, a licença de piloto profissional.
Em maio de 1938, Andrée Dupeyron quebrou o recorde feminino de distância ininterrupta em linha reta. Viaja 4 360 km entre Oran na Argélia e Tel El Aham no Iraque. Esse recorde mundial faz dessa mãe de 36 anos, apelidada por sua rapidez de A Mãe Voadora da Família, uma heroína em todo o país e inspira em 1944 (sob ocupação alemã) o filme Le ciel est à vous (O céu é seu) para Jean Grémillon. Onze anos depois, em 1949, ela fez isso novamente ao tentar ligar Mont-de-Marsan na França a Jiwani na Índia. Ele cobre 5 932  km sozinha, após 31 h 23 min do voo.
A Andrée foi piloto das Forças Aéreas da França Livre e madrinha de um esquadrão que leva seu nome.
Durante o inverno de 1944/1945, ela fez parte do primeiro grupo de pilotos do sexo feminino recrutado para o primeiro corpo de pilotos militares do sexo feminino. Foi certificada como piloto com o posto de segundo tenente e, em 1946, aluna piloto do Black Mountain Gliding Centre (França), única mulher em treinamento e também já famosa aviadora.
Ela morre em 22 de julho de 1988.

## Periódicos
- L'aéronautique, Volume 20, de 1938.
- L'air et de l'espace, Volume 34, de 1953.